# Esquías
Esquías est une municipalité du Honduras, située dans le département de Comayagua.

## Source de la traduction
- (en)/(es) Cet article est partiellement ou en totalité issu des articles intitulés en anglais « Esquías » (voir la liste des auteurs) et en espagnol « Esquías » (voir la liste des auteurs).